# Wolf Warrior 2
Wolf Warrior 2 (戰狼2S, Zhàn Láng 2P) è un film del 2017 diretto da Wu Jing.
Sequel del film Wolf Warrior uscito due anni prima, con 870 325 439 dollari è il film con maggiori incassi nella storia del cinema di produzione non statunitense.

## Trama
Un ex ufficiale dello squadrone Wolf Warrior delle forze speciali cinesi Leng Feng torna in azione per difendere i cittadini cinesi che lavorano in un paese africano dai mercenari.

## Distribuzione
Uscì nelle sale il 28 luglio 2017.

## Accoglienza
Il film incassò un totale di 870 325 439 dollari, di cui 867 604 339 in Cina e 2 721 100 all'estero. Fu il film con maggiori incassi nella storia del cinema di produzione non statunitense.

## Riconoscimenti
Fu il film cinese proposto per l'Oscar al miglior film in lingua straniera per i Premi Oscar 2018, ma non fu candidato dall'Academy of Motion Picture Arts and Sciences.